# (3087) Beatrice Tinsley
(3087) Beatrice Tinsley ist ein Hauptgürtel-Asteroid, der am 30. August 1981 am Mt John University Observatory in der Nähe von Tekapo entdeckt wurde.
Der Asteroid wurde nach der neuseeländischen Astronomin Beatrice Tinsley (1941–1981) benannt, die erste umfassende Modelle der Entwicklung von Sternen sowie der Häufigkeit schwerer Elemente in Galaxien entwickelte.